# Mistrzostwa CONCACAF
Mistrzostwa CONCACAF (ang. CONCACAF Championship, hiszp. CONCACAF Campeonato de Naciones) – rozgrywki piłkarskie w Ameryce Północnej, Środkowej i Karaibach, organizowane przez CONCACAF dla zrzeszonych reprezentacji krajowych w latach 1961–1989, początkowo co dwa lata, a od 1973 co cztery lata.

## Historia
W 1961 roku organizacja CCCF (Confederación Centroaméricana y del Caribe de Fútbol) połączyła się z NAFC (North American Football Confederation), w wyniku czego została utworzona CONCACAF, która rozpoczęła własne mistrzostwa w 1963.
Najpierw Antyle Holenderskie w eliminacjach wywalczyły w meczu z Haiti awans do turnieju finałowego. Pierwsze rozgrywki zostały rozegrane na stadionach Salwadoru. Do turnieju zakwalifikowały się reprezentacje Antyli Holenderskich, Gwatemali, Hondurasu, Jamajki, Kostaryki, Meksyku, Nikaragui, Panamy i Salwadoru, które zostały podzielone na dwie grupy (po 5 i 4 drużyn). Następnie czwórka najlepszych drużyn systemem kołowym wyłoniła mistrza. Pierwszy turniej wygrała reprezentacja Kostaryki. W następnej edycji liczba finalistów została zmniejszona do 6 drużyn, które systemem kołowym walczyły o mistrzostwo. W przedostatniej edycji zmagało się 9 drużyn, które najpierw zostały podzielone na trzy grupy, a potem trójka najlepszych walczyła w grupie finałowej o miejsca na podium.
Od 1973 turniej był rozgrywany co cztery lata w ramach eliminacji strefy CONCACAF do Mistrzostw Świata.
W 1989 odbyła się ostatnia, X edycja mistrzostw. Następnie, od 1991 CONCACAF organizowała turniej Złoty Puchar CONCACAF.

## Finały
| Rok                                             | Gospodarz         | Finałowe miejsca | Finałowe miejsca  | Finałowe miejsca    | Finałowe miejsca  | Liczba finalistów |
| Rok                                             | Gospodarz         | Mistrz           | Wicemistrz        | Trzecie miejsce     | Czwarte miejsce   | Liczba finalistów |
| ----------------------------------------------- | ----------------- | ---------------- | ----------------- | ------------------- | ----------------- | ----------------- |
| 1963 Szczegóły                                  | Salwador          | Kostaryka        | Salwador          | Antyle Holenderskie | Honduras          | 9                 |
| 1965 Szczegóły                                  | Gwatemala         | Meksyk           | Gwatemala         | Kostaryka           | Salwador          | 6                 |
| 1967 Szczegóły                                  | Honduras          | Gwatemala        | Meksyk            | Honduras            | Trynidad i Tobago | 6                 |
| 1969 Szczegóły                                  | Kostaryka         | Kostaryka        | Gwatemala         | Antyle Holenderskie | Meksyk            | 6                 |
| 1971 Szczegóły                                  | Trynidad i Tobago | Meksyk           | Haiti             | Kostaryka           | Kuba              | 6                 |
| eliminacje strefy CONCACAF do Mistrzostw Świata |                   |                  |                   |                     |                   |                   |
| 1973 Szczegóły                                  | Haiti             | Haiti            | Trynidad i Tobago | Meksyk              | Honduras          | 6                 |
| 1977 Szczegóły                                  | Meksyk            | Meksyk           | Haiti             | Salwador            | Kanada            | 6                 |
| 1981 Szczegóły                                  | Honduras          | Honduras         | Salwador          | Meksyk              | Kanada            | 6                 |
| 1985 Szczegóły                                  | kraje CONCACAF    | Kanada           | Honduras          | Kostaryka           |                   | 9                 |
| 1989 Szczegóły                                  | kraje CONCACAF    | Kostaryka        | Stany Zjednoczone | Trynidad i Tobago   | Gwatemala         | 5                 |

## Statystyki
| Lp.  | Drużyna           | Mistrz | Wicemistrz | Lata triumfów     |
| ---- | ----------------- | ------ | ---------- | ----------------- |
| 1.   | Meksyk            | 3      | 1          | 1965, 1971, 1977* |
| 2.   | Kostaryka         | 3      | 0          | 1963, 1969*, 1989 |
| 3-4. | Gwatemala         | 1      | 2          | 1967              |
|      | Haiti             | 1      | 2          | 1973*             |
| 5.   | Honduras          | 1      | 1          | 1981*             |
| 6.   | Kanada            | 1      | 0          | 1985              |
| 7.   | Salwador          | 0      | 2          |                   |
| 8-9. | Trynidad i Tobago | 0      | 1          |                   |
|      | Stany Zjednoczone | 0      | 1          |                   |

* jako gospodarz.